# Saison 1970-1971 du Paris Saint-Germain
Maillots
Chronologie
Saison suivante
La saison 1970-1971 du Paris Saint-Germain est la première saison du club de la capitale, fruit de la fusion entre le Stade saint-germanois et le Paris Football Club. L'équipe parisienne remporte à cette occasion la Division 2 1970-1971. L'équipe est entraînée par l’entraîneur-joueur de 35 ans Pierre Phelipon.

## Avant-saison
Pendant la saison 1968-1969, le Stade Saint-Germain, basé à Saint-Germain-en-Laye, atteint les quarts de finale de la Coupe de France, où ils affrontent l'Olympique de Marseille, le futur champion de France. Le match aller s'est joué au Parc des Princes et le match retour au Stade Vélodrome. L'OM remporte logiquement les rencontres (2-0 puis 5-1). Le match au Parc se joua devant 14 500 spectateurs parisiens. L'année suivante eut encore plus de succès après la montée du club en Division 2. Mais la capitale n'avait toujours pas de grand club. Les équipes des autres grandes villes de France avaient alors de grands clubs tel qu'à Nantes, Bordeaux, Saint-Étienne et Marseille. Les grands clubs parisiens du passé comme le Club français, l'Olympique de Paris ou le CA Paris avaient disparu du football professionnel français. Seul le Red Star se trouvait en Division 1, mais il restait une équipe de bas de tableau.
En 1969, un projet de relance du football de haut niveau à Paris donne naissance au Paris FC. Le club reste virtuel durant une saison, faute de joueurs, d'entraîneur, d'encadrement et de stade. Le 1er février 1970, l'animateur radio Pierre Bellemare lance un appel aux dons sur Europe 1. Plus de 20 000 auditeurs répondirent à l'appel, et un groupe d'hommes d'affaires mené par Guy Crescent, CEO de Calberson, et Pierre-Étienne Guyot, vice-président du Racing Club de France, proposèrent aux dirigeants du Stade Saint-Germain de prendre parti au projet. Le 21 mai 1970, les associés du PFC se mettent d'accord avec le club, alors en Division 2, pour fusionner. Ce nouveau club est appelé « Paris Saint-Germain Football Club ». Le Paris Saint-Germain figure alors sur la liste des clubs inscrits en Division 2 1970-1971. Le protocole de fusion entre le Stade Saint-Germain et le Paris FC est paraphé le 10 juin, le Paris Saint-Germain est né. Pierre-Étienne Guyot en devient le premier président.
La direction du nouvel ensemble est confiée aux deux vice-présidents : Guy Crescent (venu du Paris FC) et surtout Henri Patrelle, le président historique du Stade Saint-Germain, nommé président de la Commission sportive qui gère le football. Patrelle garde ainsi la main sur l'aspect sportif tandis que Crescent s'occupe de questions d'intendance. Pierre Phelipon devient le premier entraîneur du club, remplaçant Roger Quenolle. Jean Djorkaeff, capitaine de l'équipe de France et de l'Olympique de Marseille, rejoint le club dès le 22 juin. André Pietrantoni quitte le club pour rejoindre Saint-Cyr.
À l'occasion du premier entrainement de l'équipe, composée à la fois de joueurs professionnels et d'amateurs, le nouvel entraîneur déclare :

« Le plus important pour moi, c’est de précipiter l’adaptation des amateurs avec les professionnels. Il y a toujours un peu de rivalité latente. Mais je suis convaincu qu’en l’espace de quelques jours, tout sera définitivement réglé. Ils ne doivent pas décevoir et ils se serreront les coudes. »

— Pierre Phelipon, le 28 juillet 1970.
En s'adressant aux joueurs, le président déclare :

« Désormais, vous appartenez à une famille. Paris Football-Club et Saint-Germain, c’est fini. Maintenant nous sommes le PSG ! »

— Guy Crescent, le 28 juillet 1970.
Pour renforcer son effectif, le Paris Saint-Germain profita d'une nouvelle disposition permettant au club de signer six joueurs professionnels. Ainsi, les arrivées de Roland Mitoraj, Patrice Py, Daniel Guicci, Živko Lukić, Jean-Claude Bras et Jacques Rémond. À la suite des demandes de l'« Association des Portugais de Paris », le PSG accepta de recruter Fernando Cruz, l'international portugais du Benfica.

### Préparation de la saison
Pour préparer la saison, le PSG affronte l'US Quevilly le 1er août au Stade Jean-Bouin. Devant près de 2 000 spectateurs, c'est finalement les Normands qui s'imposent d'un but à trois. Jean-Claude Bras est l'unique buteur parisien du match. Un deuxième match est joué le 8 août face à l'Entente Bagneux-Nemours-Fontainebleau, le match finit sur le score de un partout et Bernard Béreau est le buteur parisien.

## Compétitions

### Championnat
La saison 1970-1971 de Division 2 est la trente-troisième édition du Championnat de France de Division 2. La division oppose 48 clubs répartis dans trois poules géographiques de 16 clubs. Les vainqueurs des trois groupes s'affrontent sur un seul match, le meilleur de ces barrages est alors sacré champion.

#### Journées 1 à 15
À l'occasion de son premier match officiel, le Paris SG se déplace au Stade de la Pépinière pour affronter Poitiers devant 4 022 spectateurs. Après l'ouverture du score de l'attaquant Poitevin Alain Pédini, Bernard Guignedoux, sur un coup franc de 20 mètres, tire en force vers la lucarne et égalise. Le score final est de un partout.

#### Classement final
Le Paris Saint-Germain termine premier du groupe B avec 17 victoires, 11 matchs nuls et 2 défaites. Une victoire rapportant deux points et un match nul un point, le PSG totalise 45 points soit quatre de plus que le FC Rouen. Les Parisiens possèdent la meilleure différence de buts de leur groupe. Ils affrontent lors des barrages l'AS Monaco et le Lille OSC. Le titre est attribué à Paris. Les trois clubs montent dans la division supérieure, soit la Division 1.
Extrait du classement de Division 2 1970-1971 - Groupe B
| Rang                              | Équipe         | Pts | J  | G  | N  | P | Bp | Bc | Diff |
| --------------------------------- | -------------- | --- | -- | -- | -- | - | -- | -- | ---- |
| 1                                 | Paris SG       | 45  | 30 | 17 | 11 | 2 | 52 | 23 | +29  |
| 2                                 | FC Rouen       | 41  | 30 | 16 | 9  | 5 | 53 | 25 | +28  |
| 3                                 | Limoges FC     | 36  | 30 | 13 | 10 | 7 | 50 | 35 | +15  |
| 4                                 | EDS Montluçon  | 35  | 30 | 13 | 9  | 8 | 56 | 39 | +17  |
| 5                                 | Stade brestois | 35  | 30 | 11 | 13 | 6 | 49 | 39 | +10  |
| Promotion en Division 1 1971-1972 |                |     |    |    |    |   |    |    |      |

### Coupe de France
La Coupe de France 1970-1971 est la 54e édition de la Coupe de France, une compétition à élimination directe mettant aux prises tous les clubs de football amateurs et professionnels à travers la France métropolitaine. Elle est organisée par la FFF et ses ligues régionales.
C'est le Stade rennais UC qui remportera cette édition de la coupe de France en battant sur le score d'un but à zéro l'Olympique lyonnais.